# De terugkeer van de wespendief (film)
De terugkeer van de wespendief is een Nederlandse dramatische thriller televisiefilm uit 2017 geregisseerd Stanley Kolk, in zijn filmregiedebuut. De film is gebaseerd op het gelijknamige striproman van Aimée de Jongh.

## Verhaal
De film volgt Simon die geconfronteerd wordt met een man die zelfmoord pleegt voor zijn ogen. Simon kan dit voorval niet loslaten en besluit in de man zijn leven te duiken, hierbij komt hij achter het traumatische verleden van de man en komt een gruwelijk geheim van Simon aan het licht.

## Rolverdeling
| acteur                      | personage          |
| --------------------------- | ------------------ |
| Benja Bruijning             | Simon              |
| Svenno van Kleij            | jonge Simon        |
| Sanne Langelaar             | Laura              |
| Mandela Wee Wee             | Vincent            |
| Shaquille Fernand           | jonge Vincent      |
| Michel Sluysmans            | Ronnie             |
| Nino den Brave              | jonge Ronnie       |
| Faye Bezemer                | Floor              |
| Samuel Bouma                | Ralph              |
| Nils Verkooijen             | Max                |
| Juva Si Ahmed van der Moore | Tim                |
| Mirle van Geest             | Alice Polet        |
| Ottolien Boeschoten         | conrector          |
| Lineke Rijxman              | biologielerares    |
| Ilias Addab                 | maatschappijleraar |
| Sanneke Bos                 | moeder van Ralph   |
| Juda Goslinga               | vader van Ralph    |
| Pepijn Schoneveld           | agent              |
| Peter Bolhuis               | boekverkoper       |
| Lykele Muus                 | ober               |
| Aimée de Jongh              | klant              |

## Achtergrond
De film werd geregisseerd door Stanley Kolk en geproduceerd door Floor Onrust namens productiebedrijf Family Affair Films in samenwerking met AVROTROS. Het scenario van de film werd geschreven door Philip Delmaar en is gebaseerd op het gelijknamige striproman uit 2014 van illustratrice Aimée de Jongh. De Jongh is in de film in een cameo-rol te zien als een klant die een boek koopt. Hoofdrollen in de film waren weggelegd voor onder anderen Benja Bruijning, Sanne Langelaar, Mandela Wee Wee en Michel Sluysmans.

## Release
De terugkeer van de wespendief ging op 22 maart 2017 in première op televisiezender NPO 3 als onderdeel van omroep AVROTROS. De film was onderdeel van de NPO-serie Telefilm, die voor zes weken lang iedere zondag één televisiefilm uitzond.